# Медник
Ме́дник (Lichenostomus) — рід горобцеподібних птахів родини медолюбових (Meliphagidae). Представники цього роду є ендеміками Австралії. Раніше до роду Lichenostomus відносили двадцять видів, однак за результатами молекулярно-генетичного дослідження 2011 року, яке показало поліфілітичність цього роду, вони були переведені до родів Nesoptilotis, Bolemoreus, Caligavis, Stomiopera, Gavicalis і Ptilotula.

## Види
Виділяють два види:
- Медник жовточубий (Lichenostomus melanops)
- Медник масковий (Lichenostomus cratitius)

## Етимологія
Наукова назва роду Lichenostomus походить від сполучення слів дав.-гр. λειχην — лишайник і στομα — рот.